# Karpinskoje
Karpinskoje (russisch Карпинское, deutsch Oszeningken/Oscheningken, Kreis Goldap, 1938–1945 Pfalzrode) ist eine Siedlung innerhalb der russischen Oblast Kaliningrad. Sie gehört zur kommunalen Selbstverwaltungseinheit Stadtkreis Nesterow im Rajon Nesterow. Das heutige Karpinskoje befindet sich allerdings an der Stelle des zwei Kilometer südwestlich gelegenen ehemaligen Ortes Pöwgallen/Pöwen, während das ehemalige Oszeningken/Pfalzrode verlassen ist.

## Geographische Lage
Karpinskoje liegt eineinhalb Kilometer südöstlich von Tschistyje Prudy (Tollmingkehmen/Tollmingen) und ist von dort über einen Fahrweg zu erreichen. Bis in die 1970er Jahre war Tschistyje Prudy die nächste Bahnstation an der Bahnstrecke Gołdap–Nesterow, die nach 1945 nur noch im russischen Abschnitt betrieben wurde und dann eingestellt wurde.

## Ortsname
Die deutsche Ortsbezeichnung Oszeningken (Oscheningken) kam bis 1938 noch einmal im Landkreis Darkehmen vor.

## Geschichte
Das frühere Oszeningken im Landkreis Goldap war eine von 14 Gemeinden bzw. Gutsbezirken, die am 18. März 1874 den Amtsbezirk Tollmingkehmen (1938–1946 Tollmingen, heute russisch: Tschistyje Prudy) bildeten. 
Im Jahre 1910 lebten hier 120 Einwohner, im Jahre 1933 waren es 111 und 1939 noch 107.
Am 17. September 1936 fand die Umbenennung Oszeningkens in sprachlicher Anpassung als „Oscheningken“ statt, doch folgte bereits zum 3. Juni 1938 (mit amtlicher Bestätigung vom 16. Juli 1938) die Umbenennung in „Pfalzrode“. Bis 1945 gehörte das Dorf zum Landkreis Goldap im Regierungsbezirk Gumbinnen der preußischen Provinz Ostpreußen.
Infolge des Zweiten Weltkrieges kam der Ort zur Sowjetunion. Im Jahr 1950 erhielt er die russische Bezeichnung Karpinskoje und wurde gleichzeitig dem Dorfsowjet Tschistoprudnenski selski Sowet im Rajon Nesterow zugeordnet. Schon auf einer bekannten Karte von 1972 war Karpinskoje allerdings an der Ortsstelle von Pöwgallen/Pöwen eingezeichnet. Von 2008 bis 2018 gehörte Karpinskoje zur Landgemeinde Tschistoprudnenskoje selskoe posselenije und seither zum Stadtkreis Nesterow.

## Kirche
Kirchlich war Oszeningken/Oscheningken resp. Pfalzrode mit seiner vor 1945 mehrheitlich evangelischen Bevölkerung in das Kirchspiel Tollmingkehmen (1938–1946 Tollmingen, heute russisch: Tschistyje Prudy) eingepfarrt. Es gehörte zum Kirchenkreis Goldap (heute polnisch: Gołdap) in der Kirchenprovinz Ostpreußen der Kirche der Altpreußischen Union.
Seit den 1990er Jahren besteht – nach sowjetischem Verbot allen kirchlichen Lebens – in Tschistyje Prudy wieder eine evangelische Gemeinde, die zur neugebildeten Propstei Kaliningrad der Evangelisch-Lutherischen Kirche Europäisches Russland (ELKER) gehört. Das zuständige Pfarramt ist das der Salzburger Kirche in Gussew (Gumbinnen).